# Toward the Within
Toward the Within (с англ. — «Направляясь внутрь») — официальный концертный альбом группы Dead Can Dance, выпущенный на британском лейбле 4AD в октябре 1994 года в форматах MC, CD, LP и VHS. Он состоит из 15 песен, из которых только четыре можно найти на предыдущих альбомах группы.

## Об альбоме
Запись, сделанная в ноябре 1993 года в театре «Mayfair» в Санта-Монике, Калифорния, была выпущена 4AD как альбом и видеофильм год спустя. Это было последнее крупное представление, произошедшее в театре до его разрушения землетрясением в январе 1994 года. Фильм был снят Марком Мэгидсоном (англ. Mark Magidson) и содержит интервью с Лизой Джеррард и Бренданом Перри, а также видеоклип к песне «Yulunga (Spirit Dance)», состоящий из фрагментов фильма «Барака».
Содержимое аудио- и видеоверсий несколько отличается: на CD пропущена песня «Gloridean», использованная в титрах к видеофильму, в нём же отсутствуют «Persian Love Song» и «Yulunga (Spirit Dance)».
В 2001 году Toward the Within был перевыпущен на DVD в составе бокс-сета «Dead Can Dance (1981—1998)». К первоначальному содержимому были добавлены дискография группы, видеоклипы «Frontier», «The Protagonist» и «The Carnival Is Over», а также отрывок из фильма режиссёра Рона Фрике «Барака», показывающий бездомных на мусорных свалках Калькутты, в сопровождении композиции «The Host of Seraphim». В 2004 DVD был выпущен также отдельно.
Песня «I Am Stretched on Your Grave» основана на поэме неизвестного ирландского автора, написанной в XVII веке, и несколько отличается от перевода, сделанного Шинейд О’Коннор' для диска «I Do Not Want What I Haven't Got».

## Список композиций
1. «Rakim» — 6:25
2. «Persian Love Song» — 2:56
3. «Desert Song» — 4:20
4. «Yulunga (Spirit Dance)» (с Into the Labyrinth) — 7:12
5. «Piece for Solo Flute» — 3:34
6. «The Wind That Shakes the Barley» (с Into the Labyrinth) — 3:12
7. «I Am Stretched on Your Grave» — 4:38
8. «I Can See Now» — 2:56
9. «American Dreaming» — 4:55
10. «Cantara» (с Within the Realm of a Dying Sun) — 5:15
11. «Oman» — 5:49
12. «The Song of the Sybil» (с Aion) — 4:31
13. «Tristan» — 1:48
14. «Sanvean» — 4:05
15. «Don’t Fade Away» — 6:12